# West Miami
West Miami é uma cidade localizada no estado americano da Flórida, no condado de Miami-Dade. Foi incorporada em 1947.

## Geografia
De acordo com o United States Census Bureau, a cidade tem uma área de 1,8 km², onde todos os 1,8 km² estão cobertos por terra.

### Localidades na vizinhança
O diagrama seguinte representa as localidades num raio de 8 km ao redor de West Miami.

## Demografia
Segundo o censo nacional de 2010, a sua população é de 5 965 habitantes e sua densidade populacional é de 3 243,8 hab/km². Possui 2 180 residências, que resulta em uma densidade de 1 185,5 residências/km².

## Geminações
- León, León, Nicarágua [5]
- Santa Cruz del Quiché, El Quiché, Guatemala [5]